# James MacMillan (tonsättare)
James MacMillan CBE, född 16 juli 1959 i Kilwinning, North Ayrshire, är en brittisk (skotsk) tonsättare och dirigent.

## Biografi
MacMillan föddes i Kilwinning i North Ayrshire i Skottland, men bodde i Cumnock i East Ayrshire fram till 1977. Han studerade komposition vid University of Edinburgh för Rita McAllister och för John Casken vid Durham University där han avlade en PhD 1987. Han var lärare i musik vid Victoria University of Manchester mellan 1986 och 1988. Efter studierna återvände han till Skottland, komponerade flitigt och knöts som tonsättare till Scottish Chamber Orchestra där han ofta arbetade med skolprojekt.

## Karriär
Sedan BBC Scottish Symphony Orchestra uruppfört hans verk The Confession of Isobel Gowdie vid The Proms 1990 blev han allmänt känd i musikkretsar. Isobel Gowdie var en av alla de kvinnor som avrättades för häxeri i Skottland under 1600-talet. Enligt tonsättaren "kräver verket, på uppdrag av Skottland folk, absolution och erbjuder Isobel Gowdie den barmhärtighet och humanitet som nekades henne de sista dagarna i hennes liv".
Verkets internationella framgångar sporrade till mer specialiserade uppdrag, bland annat en slagverkskonsert till landsmannen Evelyn Glennie, med titeln Veni, Veni, Emmanuel. Den uruppfördes 1992 och har blivit MacMillans mest spelade verk. Han fick också en beställning av Mstislav Rostropovitj på en cellokonsert, som denne själv uruppförde 1997. År 1996 skrev han A Child's Prayer, tillägnad de mördade barnen i Dunblanemassakern den 13 mars samma år. A Child’s Prayer uruppfördes den 7 april 1996 vid mässan i Westminster Abbey bara 25 dagar efter morden.
Bland ytterligare frangångar finns hans andra opera The Sacrifice (offret) som beställdes av den walesiska nationaloperan hösten 2007 och som erhöll "Royal Philharmonic Society Award", St John Passion (Johannespassionen) som gemensamt beställdes av London Symphony Orchestra och Boston Symphony Orchestra och som dirigerades av Sir Colin Davis vid  uruppförandet i april 2008. Han belönades med brittiska tonsättarpriset för liturgisk musik för sina Strathclyde Motets, i december 2008.
För folkmusikgruppen The Whistlebinkies som han emellanåt samarbetar med har han arrangerat William Soutars poem "Tryst".

## Utmärkelser
MacMillan är "Honorary Fellow" vid Blackfriars Hall, University of Oxford. Han är beskyddare av 
St Mary's Music School in Edinburgh, av the London Oratory School Schola Cantorum tillsammans med Simon Callow och Prinsessan Michael av Kent och av "The British Art Music Series" tillsammans med Libby Purves och dirigenten John Wilson.
Han utnämndes till Commander of the Order of the British Empire (CBE) 2004.

## Verk
- After the Tryst (violin och piano - 1988)
- The Confession of Isobel Gowdie (orkester - 1990)
- The Berserking (pianokonsert - 1990)
- Veni, Veni, Emmanuel (slagverkskonsert  - 1992)
- Seven Last Words from the Cross (Jesu sista sju ord på korset) (kantat: kör och stråkar - 1993)
- Inés de Castro (opera, libretto: John Clifford - 1991-95)
- Britannia! (orkester - 1994)
- Christus Vincit (1994), för 8-stämmig blandad kör och soli
- A Child's Prayer[10]
- The World's Ransoming (engelskt horn och orkester - 1997)
- Cellokonsert (1997)
- Symphony: Vigil (1997)
- Quickening (solister, kör, orkester - 1998)
- Mass (kör, orgel - 2000)
- Cello Sonata No. 2, tillägnad Julian Lloyd Webber
- The Birds of Rhiannon (orkester och kör (ad lib.), text: Michael Symmons Roberts - 2001)
- O Bone Jesu (2001), för 8-stämmig blandad kör och soli
- Pianokonsert nr 2 (2003)
- A Scotch Bestiary (orgel och orkester - 2004)
- Sundogs (2006)
- The Sacrifice, opera (2007)
- St John Passion (2008)
- Violinkonsert (2010)
- Oboekonsert (2010)
- Woman of the Apocalypse (2012)